# 伊達宣宗
伊達 宣宗（だて のぶむね、文禄3年（1594年） - 寛永9年（1632年））は、久保田藩重臣。国分氏の後身の秋田伊達氏（家格は引渡二番坐）2代目当主。伊達盛重（三河守）の養嗣子で、佐竹氏一門の佐竹義久（中務大輔）第3子。通称は五郎、左門。夫人は佐竹南家佐竹義種の妹。子は伊達隆宗（自然丸）。

## 経歴
佐竹東家に生まれ、初代藩主佐竹義宣の母方叔父にあたる伊達盛重（三河守）の養嗣子となる。盛重は伊達政宗の父方叔父でもあるが、佐竹家に逃れて義宣の家臣となり、久保田藩移封後は横手城代になっていた。
久保田藩移封後の慶長13年（1608年）に藩主義宣に御目見し、義宣より偏諱を拝領して諱を宣宗とする。以後、代々の秋田伊達氏当主は藩主の偏諱（下の1字）を拝領するのが慣例となる。
慶長20年（1615年）の大坂夏の陣に病身の養父に代わって従軍する。帰国後、盛重が死去すると家督を相続し、のちに横手城代となる。
元和8年2月（1622年）にキリシタン同様に藩より邪宗門とされた大眼宗の指導者の厳中の捕縛に失敗して改易となり、江戸に出奔する。これにより一時、陸奥国分氏の流れをくむ秋田伊達氏は断絶する。
寛永6年（1629年）に久保田に戻り、横手西方坂井田の水沢に妻とともに幽居され、寛永9年（1632年）に死去した。後に、息子の隆宗による家名再興が許され、秋田伊達氏は再興される。